# آمورو تسوزوکی
آمورو تسوزوکی (انگلیسی: Amuro Tsuzuki؛ زادهٔ ۵ آوریل ۲۰۰۱) موج‌سوار زن اهل ژاپن است.